# Jednotka
Jednotka (:1, antes STV1), es el primer canal nacional eslovaco perteneciente y operado por STVR. Emite principalmente noticias, programas para niños, series y programas de entretenimiento.

## Historia
El canal inició emisiones como STV1 el 1 de enero de 1993, tras la disolución de Checoslovaquia. Československá televize se dividió en Česká televize para Chequia (controlando los canales ČT1 y ČT2) y Slovenská televízia para Eslovaquia (controlando los canales STV1 y STV2).
Los complejos problemas sociales y políticos que afectaron a Eslovaquia tras la independencia, así como la alta rotación de personal directivo y la falta de una clara identificación entre los programas de ambos canales, provocaron que la emisora perdiera rápidamente la mayor parte de su audiencia, así como su credibilidad. La llegada de los primeros canales privados eslovacos Markíza y TV JOJ, que ofrecían una programación más atractiva, agravó el declive.
En 2003, el director fundador de TV JOJ, Richard Rybníček, fue elegido director general de la emisora por la Junta de Gobernadores de STV. Inició rápidamente un proceso de transformación para hacer que la televisión pública fuera más competitiva frente a las emisoras privadas. Así, el 1 de enero de 2004, STV1 cambió su nombre por "Jednotka" y STV2 pasó a llamarse "Dvojka". Sus imagen corporativas también cambiaron.
Jednotka inició emisiones en 2007 en TDT.
En 2011, el canal pasó a estar controlado por Rozhlas a televízia Slovenska, debido a la fusión entre STV y Slovenský rozhlas; hasta 2024, cuando RTVS fue reemplazado por el actual ente público Slovenská televízia a rozhlas.

## Imagen corporativa

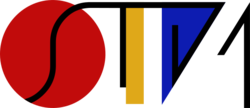
1993 - 1996
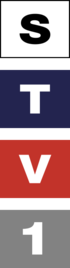
1996 - 1999
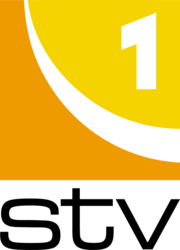
1999 - 2001
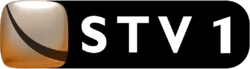
2001 - 2004
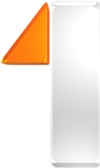
2004 - 2012
Desde 2012[1]